# کراتسنبورگ
کراتسنبورگ (به آلمانی: Kratzenburg) یک شهر در آلمان است که در راین-هونسروک واقع شده‌است. کراتسنبورگ ۳۸۷ نفر جمعیت دارد.